# Ramulispora cerealis
Ramulispora cerealis är en svampart som beskrevs av Miura 1920. Ramulispora cerealis ingår i släktet Ramulispora och familjen Mycosphaerellaceae.   Inga underarter finns listade i Catalogue of Life.